# Frankipaal
Een Frankipaal is een in de grond gevormde funderingspaal van beton of gewapend beton.
Bij het maken van een Frankipaal wordt eerst een stalen buis in de grond gebracht. Het heien vindt hierbij plaats op een betonprop in de voet van de buis. Soms wordt hierbij een voetplaat toegepast. Nadat de buis op diepte is gebracht wordt de buis vastgehouden met staalkabels, en wordt de betonprop uitgeheid. Hierbij ontstaat een verbreding aan de onderzijde van de paal. In de buis wordt nu een wapeningskorf gehangen (gewoonlijk alleen over het bovenste deel) en wordt de buis laagsgewijs volgestort met beton. De lagen worden hierbij aangestampt door inwendig te heien, terwijl de buis stapsgewijs wordt opgetrokken. De buis wordt slechts zover opgetrokken dat de onderkant van de buis altijd lager ligt dan de bovenkant van de verse laag beton.
Paaldiameters vanaf 30 cm tot 60 cm zijn mogelijk. Paalpuntniveaus tot 40 meter onder het maaiveld zijn haalbaar. De uitgeheide voet onderaan de paal kan tot 2,5 maal (in zand) of 6,0 maal (in klei) de buisdiameter worden uitgeheid.
De buis kan opnieuw worden gebruikt.
Omdat geen gebruik wordt gemaakt van geprefabriceerde betonnen onderdelen is een grote variatie van geproduceerde lengten (binnen een werk) mogelijk. Wel is het noodzakelijk voldoende verhardingstijd in acht te nemen, voordat met een direct naastgelegen paal wordt begonnen, teneinde de vorm van de paal tijdens het verhardingsproces niet te verstoren. Eventueel kan
bijvoorbeeld bij slappe lagen een permanente casing worden toegepast, om te voorkomen dat het beton uitzakt en de paalschacht ingesnoerd wordt. Een nadeel is dat de kwaliteit van deze in de grond gestorte palen moeilijk te controleren is.

## Draagvermogen
Het draagvermogen van de paal hangt af van de diameter van de paal, diameter van de paalvoet, de grondopbouw en het inheiniveau
van de paal.